# モーターボート記念競走
モーターボート記念競走（モーターボートきねんきょうそう）は、ボートレースのSG競走の1つ。
2014年からは「ボートレース メモリアル（BOAT RACE MEMORIAL）」と呼ばれる。本競走は5大SG競走・GRANDE5の第3戦に位置付けられている。

## 概要
ボートレースダービー（全日本選手権）に次いでグレード制が制定される前から続く特別競走である。正式名称はモーターボート記念競走。「総務大臣杯」の下付賞がある。
1995年、第41回大会（三国）から、開催される本場を除く23競艇場から1人ずつ推薦される選考方式となった。
2012年、第58回大会（桐生）から、開催される本場を除く23ボートレース場から2人ずつ推薦される方式（必ず優先出場選手が含まれる）に変更される。
2014年、第60回大会（若松）では、優勝戦の上位3選手に対して金・銀・銅メダルが贈呈されることとなった。
2015年、第61回大会（蒲郡）から、優勝戦上位3選手のメダルだけでなく、出走選手にもメダルを贈呈することとなった。ただし、スタート事故による返還金が発生した場合は、メダルの贈呈は行われない。
8月最終週に開催されることが多いが、年によっては8月と9月にまたがって開催される場合がある。

### 出場資格[3]
- 優先出場
  - 前年度優勝者
  - 前年のグランプリファイナル出場者（6名）
  - 直前のSGオーシャンカップの優勝者
- 開催されるボートレース場を除いた全てのボートレース場から推薦された選手（各場2名ずつの46名「必ず優先出場選手を含めること」） 2011年までは各場1名ずつの推薦であった。
  - 例:A競艇場の場合優先出場選手と一般選手の2名やB競艇場は一般2名など
- 開催競艇場の施行者が希望する選手

※優先出場以外の選手は開催年の後期A1級であること（審査期間は前年11月から当年4月で90走以上が必要）、および前年6月から開催年5月末までの出走回数160走以上の出走が必須である。
- 選出除外・出場取消
  - 前々回（2年前）のモーターボート記念から開催年のオーシャンカップのSG優勝戦で選手責任事由によるスタート事故を起こした選手。
  - 前回（前年）のモーターボート記念から開催年のオーシャンカップのSG準優勝戦及び賞金王決定戦の「トライアル1st/2nd・順位決定戦」で選手責任事由によるスタート事故を起こした選手。
  - 怪我・病気に伴う出場辞退者。
  - 前年6月から前検日までに褒賞懲戒規程による出場停止処分を受けた選手。

## 歴史
- 1954年（昭和29年）4月に開催された全国モーターボート競走施行者協議会（全施協）の総会において、競艇発祥を記念し競艇記念日を定めその記念行事を行うことが提案された。これを受け翌年の1955年（昭和30年）5月の全施協臨時総会において、4月6日を競艇記念日として定め、その記念行事として大村競艇場で同年8月20日 - 23日に本競走の第1回を開催することが決定した[4]。
- 1968年（昭和43年）、10月10日よりボートレース児島にて開催予定であった第14回大会は中止となった。これは、同年9月23日に同競艇場で発生した騒擾事故に対する不適切な収拾措置が競走法違反とされ、施行者の倉敷市に対し運輸省より1ヶ月（同年10月4日 - 11月3日）の開催停止命令が出されたためである[5]。
- 2002年、第48回大会でボートレース史上初となるナイター競走によるSG開催がボートレース蒲郡で開催された[6]。
- 2019年からは優勝者がボートレースバトルチャンピオントーナメントへの優先出場権が与えられる新たなシステムが加わった。

## エピソード
- 第47回大会（2001年）（多摩川）において優勝した市川哲也は、完全優勝（出走した7レース走全て1着）を達成した。
- 第57回大会（2011年）（福岡）の優勝戦は出場した6名が全員九州勢、うち5名の所属支部が福岡だったが出畑孝典と岡崎恭裕の2艇がフライングを起こし、10億円超の返還が発生した。
- 第58回大会（2012年）は前回優勝の瓜生正義が連覇を達成。倉田栄一以来となる48年ぶりの快挙となった。
- 第64回大会（2018年）は台風20号の影響により8月23日（3日目）の開催が中止順延となった[7]。
- 第65回大会（2019年）（大村）は9月1日に優勝戦が行われ毒島誠が連覇を達成し、前述の瓜生以来7年ぶり3人目の快挙となったが、ともに1号艇での優勝は毒島が初。また毒島は2013年9月1日に優勝戦が行われた第59回大会（2013年）も優勝している。（9月1日優勝戦はその第59回大会以来である）
- 第66回大会（2020年）（下関）は新型コロナウイルス（COVID-19）の感染拡大に伴い、開催地・ボートレース下関が立地する山口県在住の各日2,000人を上限とする事前抽選入場制が取られた。
- 第70回大会（2024年）（丸亀）9月1日に優勝戦が行われ、馬場貴也が大会連覇を達成し、5年ぶり4人目の快挙を達成した。

## 歴代優勝者
出典はボートレースオフィシャルウェブサイトにあるボートレースメモリアルの各回ページより。
| 回数 | 開催年             | 優勝戦日           | 開催場 | ボート   | 優勝者     | 優勝者   | 優勝者 | 優勝者        | 優勝者 | 優勝者 | 優勝者     |
| 回数 | 開催年             | 優勝戦日           | 開催場 | ボート   | 選手名     | 登録番号 | 年齢   | 住所 所属支部 | 枠番   | コース | 決まり手   |
| ---- | ------------------ | ------------------ | ------ | -------- | ---------- | -------- | ------ | ------------- | ------ | ------ | ---------- |
| 1    | 1955年（昭和30年） | 8月23日            | 大村   | ハイドロ | 真島勝義   | 38       | 33     | 長崎          | 4      | -      | -          |
| 1    | 1955年（昭和30年） | 8月23日            | 大村   | ランナー | 豊島勝     | 315      | 25     | 香川          | 3      | -      | -          |
| 2    | 1956年（昭和31年） | 10月21日           | 津     | ハイドロ | 鈴木成彦   | 292      | 25     | 三重          | 1      | -      | -          |
| 3    | 1957年（昭和32年） | 7月31日            | びわこ | ハイドロ | 貴田宏一   | 976      | 22     | 岡山          | 5      | -      | -          |
| 4    | 1958年（昭和33年） | 5月18日            | 芦屋   | ハイドロ | 前田道積   | 1056     | 28     | 長崎          | 5      | 1      | -          |
| 4    | 1958年（昭和33年） | 5月18日            | 芦屋   | ランナー | 山岡貫太   | 303      | 24     | 三重          | 5      | 1      | -          |
| 5    | 1959年（昭和34年） | 5月24日            | 若松   | ハイドロ | 上原茂     | 260      | 25     | 東京          | 3      | -      | -          |
| 5    | 1959年（昭和34年） | 5月24日            | 若松   | ランナー | 松本稔     | 1313     | 29     | 愛知          | 4      | -      | -          |
| 6    | 1960年（昭和35年） | 5月8日             | 平和島 | ハイドロ | 井上一二郎 | 528      | 31     | 兵庫          | 4      | -      | -          |
| 7    | 1961年（昭和36年） | 8月6日             | 宮島   | ハイドロ | 松尾泰宏   | 1203     | 24     | 佐賀          | 3      | -      | -          |
| 8    | 1962年（昭和37年） | 8月6日             | 住之江 | ハイドロ | 芹田信吉   | 1126     | 29     | 福岡          | 1      | -      | -          |
| 9    | 1963年（昭和38年） | 9月24日            | 下関   | ハイドロ | 金藤一二三 | 121      | 34     | 大阪          | 3      | 6      | -          |
| 9    | 1963年（昭和38年） | 9月24日            | 下関   | ランナー | 倉田栄一   | 318      | 31     | 三重          | 5      | 1      | -          |
| 10   | 1964年（昭和39年） | 5月19日            | 芦屋   | ハイドロ | 倉田栄一   | 318      | 32     | 三重          | 6      | -      | -          |
| 11   | 1965年（昭和40年） | 7月27日            | 若松   | ハイドロ | 芹田信吉   | 1126     | 32     | 福岡          | 6      | -      | -          |
| 12   | 1966年（昭和41年） | 7月26日            | 福岡   | ハイドロ | 金子安雄   | 1435     | 27     | 埼玉          | 4      | -      | -          |
| 13   | 1967年（昭和42年） | 7月11日            | 常滑   | ハイドロ | 竹内淳麿   | 1348     | 30     | 愛知          | 6      | -      | -          |
| 14   | 1968年（昭和43年） | 1968年（昭和43年） | 児島   | 中止     | 中止       | 中止     | 中止   | 中止          | 中止   | 中止   | 中止       |
| 15   | 1969年（昭和44年） | 8月6日             | 丸亀   | ハイドロ | 岡本義則   | 1488     | 34     | 福岡          | 4      | 4      | まくり     |
| 16   | 1970年（昭和45年） | 8月4日             | 下関   | ハイドロ | 山田豊志   | 884      | 35     | 福岡          | 5      | -      | -          |
| 17   | 1971年（昭和46年） | 8月17日            | 桐生   | ハイドロ | 瀬戸康孝   | 678      | 36     | 佐賀          | 1      | -      | -          |
| 18   | 1972年（昭和47年） | 7月19日            | 福岡   | ハイドロ | 彦坂郁雄   | 1515     | 31     | 千葉          | 6      | 5      | 差し       |
| 19   | 1973年（昭和48年） | 9月4日             | 下関   | ハイドロ | 瀬戸康孝   | 678      | 38     | 佐賀          | 2      | 1      | 逃げ       |
| 20   | 1974年（昭和49年） | 8月13日            | 丸亀   | ハイドロ | 野中和夫   | 2291     | 30     | 大阪          | 6      | 6      | 差し       |
| 21   | 1975年（昭和50年） | 9月2日             | 下関   | ハイドロ | 北原友次   | 1481     | 35     | 岡山          | 6      | 3      | 抜き       |
| 22   | 1976年（昭和51年） | 8月17日            | 桐生   | ハイドロ | 渡辺義則   | 2325     | 28     | 宮崎          | 1      | 6      | 差し       |
| 23   | 1977年（昭和52年） | 8月30日            | 浜名湖 | ハイドロ | 加藤峻二   | 1485     | 35     | 埼玉          | 1      | 3      | 差し       |
| 24   | 1978年（昭和53年） | 8月24日            | 唐津   | ハイドロ | 村上一行   | 2073     | 33     | 岡山          | 2      | 4      | まくり     |
| 25   | 1979年（昭和54年） | 8月8日             | 丸亀   | ハイドロ | 野中和夫   | 2291     | 35     | 大阪          | 2      | 5      | まくり     |
| 26   | 1980年（昭和55年） | 8月5日             | 常滑   | ハイドロ | 栗原孝一郎 | 2324     | 32     | 埼玉          | 3      | 3      | 差し       |
| 27   | 1981年（昭和56年） | 8月5日             | 平和島 | ハイドロ | 高峰孝三   | 2390     | 35     | 群馬          | 4      | 6      | -          |
| 28   | 1982年（昭和57年） | 8月10日            | 蒲郡   | ハイドロ | 彦坂郁雄   | 1515     | 41     | 千葉          | 1      | 5      | 2周1M差し  |
| 29   | 1983年（昭和58年） | 8月16日            | 戸田   | ハイドロ | 望月重信   | 2626     | 34     | 神奈川        | 3      | 2      | まくり     |
| 30   | 1984年（昭和59年） | 8月7日             | 若松   | ハイドロ | 北原友次   | 1481     | 44     | 岡山          | 5      | 1      | 逃げ       |
| 31   | 1985年（昭和60年） | 8月6日             | 下関   | ハイドロ | 野中和夫   | 2291     | 41     | 大阪          | 2      | 1      | 2周2M差し  |
| 32   | 1986年（昭和61年） | 8月5日             | 芦屋   | ハイドロ | 倉重宏明   | 2036     | 42     | 福岡          | 4      | 1      | 逃げ       |
| 33   | 1987年（昭和62年） | 8月5日             | 丸亀   | ハイドロ | 国光秀雄   | 2697     | 33     | 長崎          | 2      | 4      | まくり     |
| 34   | 1988年（昭和63年） | 8月9日             | 浜名湖 | ハイドロ | 松野寛     | 1592     | 47     | 静岡          | 2      | 1      | 逃げ       |
| 35   | 1989年（平成元年） | 8月8日             | 福岡   | ハイドロ | 松田雅文   | 2502     | 38     | 福岡          | 6      | 1      | 逃げ       |
| 36   | 1990年（平成2年）  | 8月7日             | 丸亀   | ハイドロ | 平尾修二   | 2485     | 42     | 香川          | 6      | 5      | 差し       |
| 37   | 1991年（平成3年）  | 8月7日             | 下関   | ハイドロ | 西田靖     | 3072     | 29     | 神奈川        | 1      | 4      | 2周1M差し  |
| 38   | 1992年（平成4年）  | 8月31日            | 浜名湖 | ハイドロ | 今村豊     | 2992     | 31     | 山口          | 1      | 3      | 2M差し     |
| 39   | 1993年（平成5年）  | 9月1日             | 福岡   | ハイドロ | 原田順一   | 2273     | 43     | 福岡          | 2      | 2      | 差し       |
| 40   | 1994年（平成6年）  | 8月30日            | 児島   | ハイドロ | 関忠志     | 2380     | 43     | 岡山          | 1      | 1      | 逃げ       |
| 41   | 1995年（平成7年）  | 8月29日            | 三国   | ハイドロ | 中道善博   | 2096     | 46     | 徳島          | 5      | 2      | まくり     |
| 42   | 1996年（平成8年）  | 9月1日             | 蒲郡   | ハイドロ | 新良一規   | 2930     | 40     | 山口          | 3      | 4      | ツケマイ   |
| 43   | 1997年（平成9年）  | 9月2日             | 若松   | ハイドロ | 安岐真人   | 1864     | 52     | 香川          | 4      | 5      | まくり差し |
| 44   | 1998年（平成10年） | 8月30日            | 多摩川 | ハイドロ | 長岡茂一   | 3227     | 33     | 東京          | 4      | 4      | まくり差し |
| 45   | 1999年（平成11年） | 8月29日            | 児島   | ハイドロ | 山本浩次   | 3558     | 26     | 岡山          | 2      | 1      | 抜き       |
| 46   | 2000年（平成12年） | 8月27日            | 若松   | ハイドロ | 西島義則   | 3024     | 38     | 広島          | 6      | 5      | 差し       |
| 47   | 2001年（平成13年） | 9月2日             | 多摩川 | ハイドロ | 市川哲也   | 3499     | 32     | 広島          | 3      | 5      | ツケマイ   |
| 48   | 2002年（平成14年） | 9月1日             | 蒲郡   | ハイドロ | 今垣光太郎 | 3388     | 32     | 石川          | 2      | 1      | 逃げ       |
| 49   | 2003年（平成15年） | 8月31日            | 唐津   | ハイドロ | 田中信一郎 | 3556     | 30     | 大阪          | 1      | 1      | 逃げ       |
| 50   | 2004年（平成16年） | 8月29日            | 蒲郡   | ハイドロ | 今垣光太郎 | 3388     | 34     | 石川          | 3      | 5      | 抜き       |
| 51   | 2005年（平成17年） | 9月4日             | 若松   | ハイドロ | 菊地孝平   | 3960     | 27     | 静岡          | 2      | 3      | まくり     |
| 52   | 2006年（平成18年） | 9月3日             | 桐生   | ハイドロ | 中村有裕   | 4012     | 26     | 滋賀          | 1      | 1      | 逃げ       |
| 53   | 2007年（平成19年） | 9月2日             | 蒲郡   | ハイドロ | 魚谷智之   | 3780     | 31     | 兵庫          | 2      | 2      | 差し       |
| 54   | 2008年（平成20年） | 8月31日            | 若松   | ハイドロ | 今垣光太郎 | 3388     | 38     | 石川          | 2      | 3      | まくり差し |
| 55   | 2009年（平成21年） | 8月30日            | 丸亀   | ハイドロ | 池田浩二   | 3941     | 31     | 愛知          | 3      | 3      | 差し       |
| 56   | 2010年（平成22年） | 8月29日            | 蒲郡   | ハイドロ | 今村豊     | 2992     | 49     | 山口          | 1      | 1      | 逃げ       |
| 57   | 2011年（平成23年） | 8月28日            | 福岡   | ハイドロ | 瓜生正義   | 3783     | 35     | 福岡          | 4      | 4      | まくり     |
| 58   | 2012年（平成24年） | 8月26日            | 桐生   | ハイドロ | 瓜生正義   | 3783     | 36     | 福岡          | 1      | 1      | 逃げ       |
| 59   | 2013年（平成25年） | 9月1日             | 丸亀   | ハイドロ | 毒島誠     | 4238     | 29     | 群馬          | 1      | 1      | 逃げ       |
| 60   | 2014年（平成26年） | 8月31日            | 若松   | ハイドロ | 白井英治   | 3897     | 37     | 山口          | 2      | 2      | まくり     |
| 61   | 2015年（平成27年） | 8月30日            | 蒲郡   | ハイドロ | 篠崎元志   | 4350     | 29     | 福岡          | 2      | 2      | 抜き       |
| 62   | 2016年（平成28年） | 8月28日            | 桐生   | ハイドロ | 菊地孝平   | 3960     | 38     | 静岡          | 2      | 2      | 抜き       |
| 63   | 2017年（平成29年） | 8月27日            | 若松   | ハイドロ | 寺田祥     | 3942     | 38     | 山口          | 1      | 1      | 逃げ       |
| 64   | 2018年（平成30年） | 8月27日            | 丸亀   | ハイドロ | 毒島誠     | 4238     | 34     | 群馬          | 1      | 1      | 逃げ       |
| 65   | 2019年（令和元年） | 9月1日             | 大村   | ハイドロ | 毒島誠     | 4238     | 35     | 群馬          | 1      | 1      | 逃げ       |
| 66   | 2020年（令和2年）  | 8月30日            | 下関   | ハイドロ | 寺田祥     | 3942     | 41     | 山口          | 1      | 1      | 逃げ       |
| 67   | 2021年（令和3年）  | 8月29日            | 蒲郡   | ハイドロ | 原田幸哉   | 3779     | 45     | 長崎          | 1      | 1      | 逃げ       |
| 68   | 2022年（令和4年）  | 8月28日            | 浜名湖 | ハイドロ | 片岡雅裕   | 4459     | 36     | 香川          | 6      | 6      | 恵まれ     |
| 69   | 2023年（令和5年）  | 8月27日            | 福岡   | ハイドロ | 馬場貴也   | 4262     | 39     | 滋賀          | 1      | 1      | 逃げ       |
| 70   | 2024年（令和6年）  | 9月1日             | 丸亀   | ハイドロ | 馬場貴也   | 4262     | 40     | 滋賀          | 3      | 3      | まくり差し |

## 今後の開催予定
- 第71回大会 2025年（令和7年）8月26日 - 31日  ボートレース若松（ナイター開催）[8]
- 第72回大会 2026年（令和8年）8月25日 - 30日  ボートレース桐生（ナイター開催）[9]